# 北海道道1176号新函館北斗停車場七飯線
北海道道1176号新函館北斗停車場七飯線（ほっかいどうどう1176ごう しんはこだてほくとていしゃじょうななえせん）は、北海道北斗市から亀田郡七飯町を結ぶ一般道道（北海道道）である。

## 概要
新函館北斗駅北口へのアクセス道路となっている。

### 路線データ

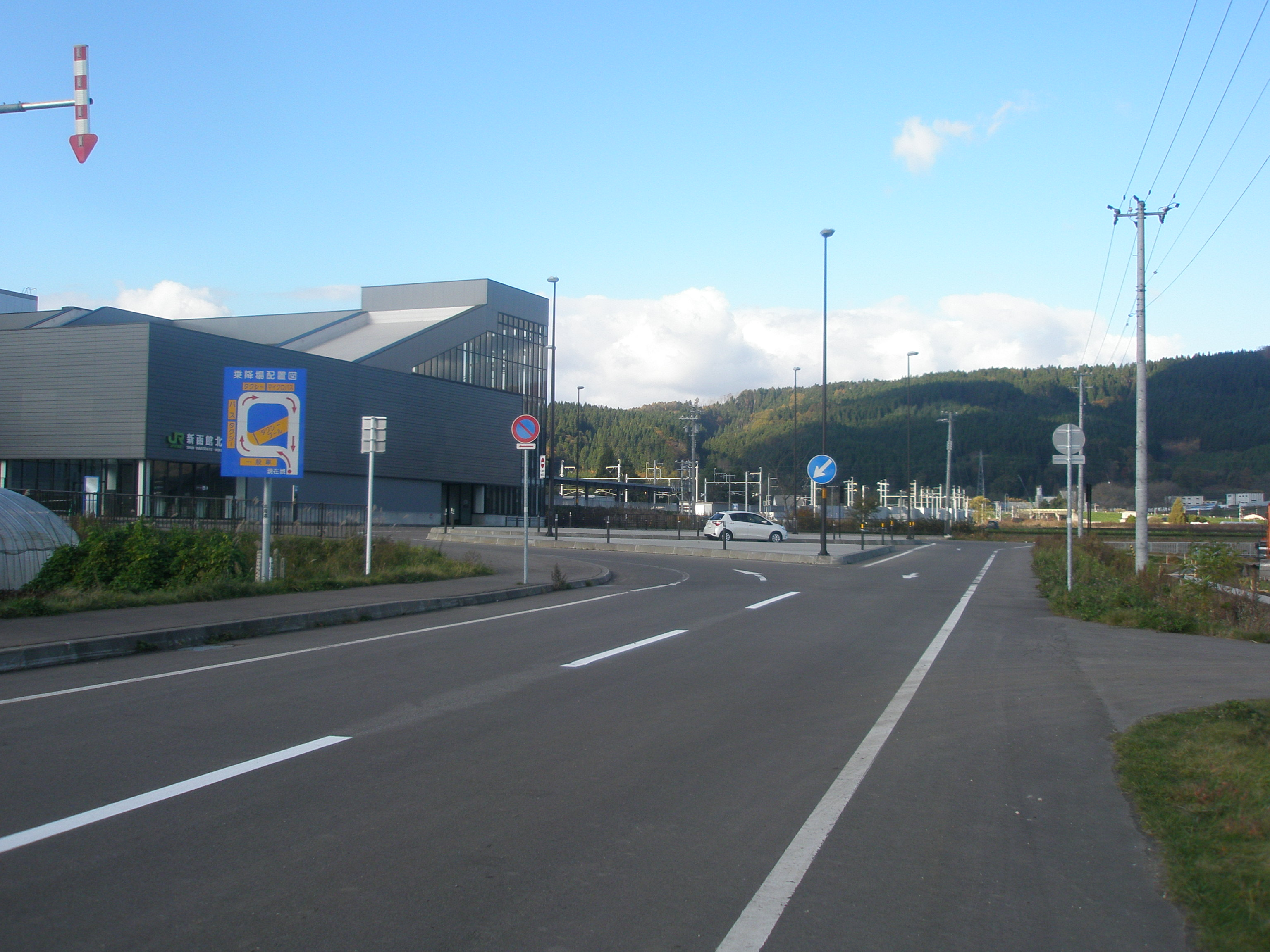
北海道道1176号新函館北斗停車場七飯線の起点になっている新函館北斗駅北口のロータリー。左側は北海道新幹線が発着する新函館北斗駅の駅舎。（2018年11月）

- 起点：北海道北斗市市渡（JR北海道 北海道新幹線・函館本線 新函館北斗駅北口）[1]
- 終点：北海道亀田郡七飯町字峠下（国道5号交点）[1]
- 総延長：2.800 km
- 実延長：2.778 km
- 重用延長：0.022 km

### 道路管理者
- 渡島総合振興局 函館建設管理部 事業課

## 歴史
- 2009年（平成21年）10月23日 - 新函館停車場七飯線（仮称）として路線認定[2]。
- 2014年（平成24年）6月20日 - 路線名を新函館北斗停車場七飯線に変更[3]。

## 路線状況

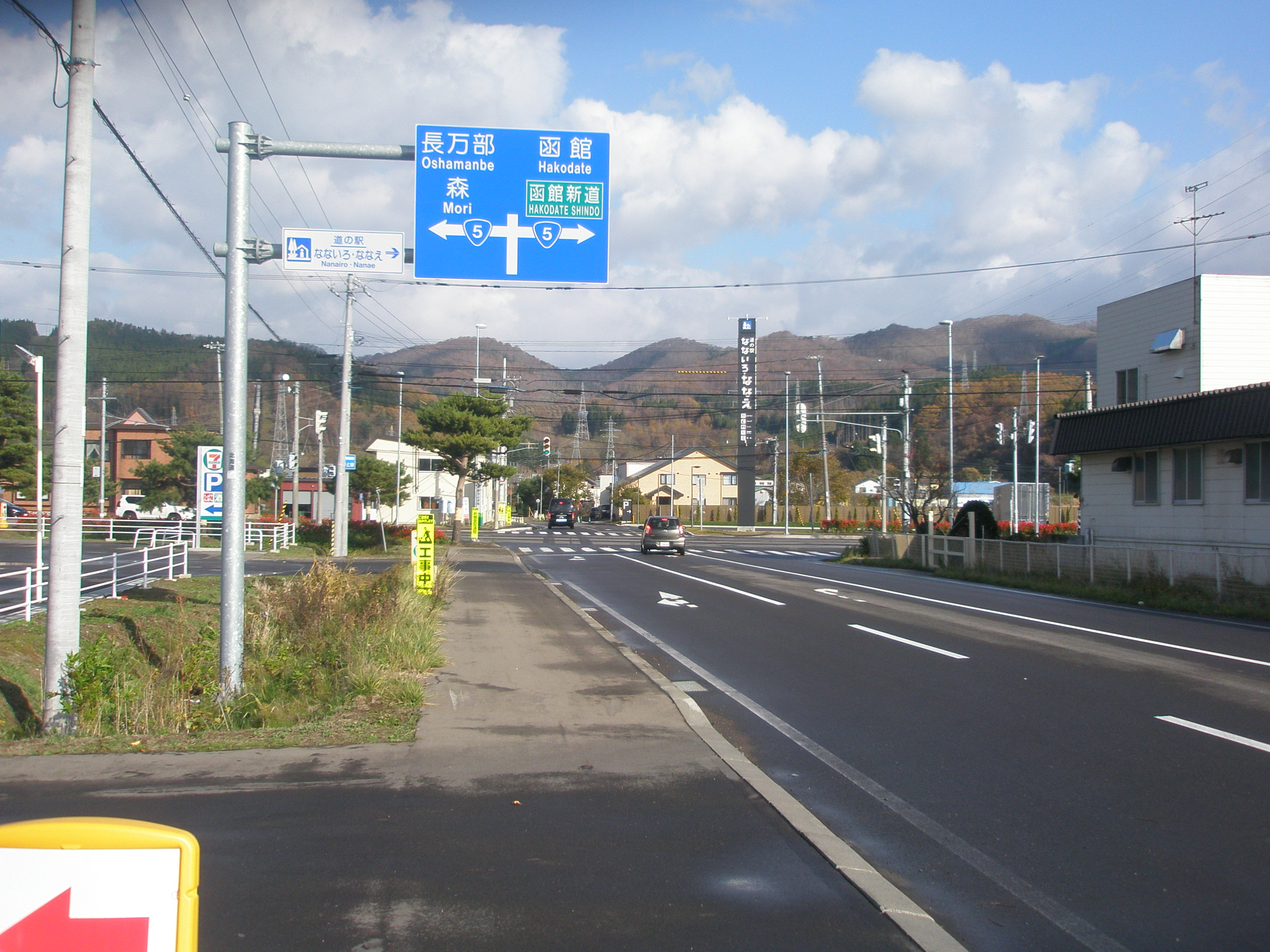
亀田郡七飯町にある終点・国道5号との交差点。交差点の周辺には、北海道昆布館や道の駅なないろ・ななえといった施設がある。（2018年11月）

起点の新函館北斗駅北口は、乗用車及びタクシーの乗降場とタクシーの待機施設を有するロータリー部分となっている。それ以外の全路線周囲においてはほぼ田畑が占めている。
起点ロータリー出口から終点に向かって最初に至る信号交差点で左折して、終点の国道5号交点に至る。なお、起点側から同交差点を右折した先（北斗市道市渡第33号線）には北海道新幹線と函館本線のアンダーパスがある。アンダーパス通過後の信号交差点を右折すると新函館北斗駅南口及び北海道道262号新函館北斗停車場線に至り、同北海道道の実質的な間接接続となっている。
終点の国道5号交点付近には「道の駅なないろ・ななえ」があり、函館側からの国道5号通行車両は交通安全面から同交点部分を右折して道の駅に入るよう、案内標識が整備されている。
北海道道に昇格する以前より、上記の地理的状況から現在も農業用車両の往来が多いため、路線の随所に「農業用車両あり　走行注意」の注意喚起標識が設けられている。

### 道路施設

#### 主な橋梁
- 久根別川1号橋（41 m、久根別川、七飯町字峠下）

## 地理

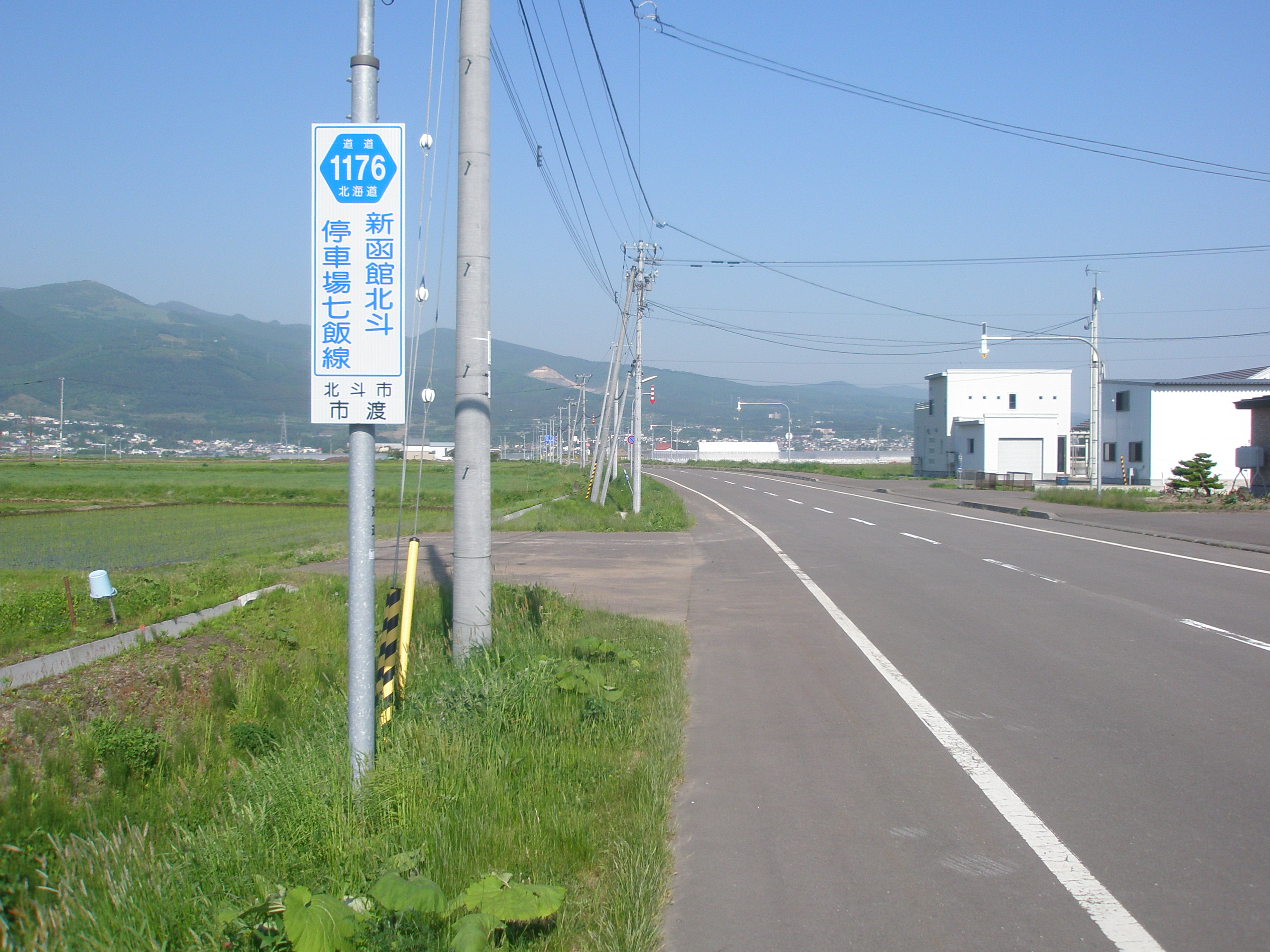
道道番号及び路線名標識

### 通過する自治体
- 渡島総合振興局
  - 北斗市
  - 亀田郡七飯町

### 交差する道路
七飯町
- 国道5号 - 字峠下（終点）

### 沿線にある施設など
北斗市
- JR北海道 北海道新幹線・函館本線 新函館北斗駅 - 市渡